# Quercus ithaburensis
Quercus ithaburensis — вид рослин з родини Букові (Fagaceae); поширений у центральному європейському та в східному Середземномор'ї.

## Підвиди
Виділяють два підвиди: 
- Quercus ithaburensis Decne. subsp. ithaburensis
- Quercus ithaburensis subsp. macrolepis (Kotschy) Hedge & Yalt.

## Опис
Листки овальні або овально-ланцетні зазвичай з хвилястим або загнутим краєм, має 7–10 пар неглибоких часточок; верхівка тупа, основа закруглена; темно-зелені, безволосі й опуклий зверху; сірі й волосаті знизу; ніжка листка волосиста, 1–2 см завдовжки. Жолуді 5 см завдовжки й 3 см завширшки, овальні або вузько еліпсоїдні, дозрівають на другий рік. Рослина до 15 м заввишки. Молоді гілочки волохаті; бруньки яйцюваті й волосисті.
Дерево пристосоване переносити сезонний тепло-сухий клімат завдяки глибоким корінням. Вид здебільшого листопадний, здатний регенеруватися після пожежі та має можливість сформувати густі лісові насадження, де це можливо.

## Середовище проживання
Поширений в пд.-сх. Італії, пд. Албанії, Греції, Туреччині, Сирії, Лівані, Ізраїлі. 
Добре росте на піщанистих, глинистих, вапняних ґрунтах і повному сонці; висота: 0–1800 м.

## Використання
Quercus ithaburensis subsp. macrolepis історично використовувався для деревини, виробництва жолудів (як корм для худоби) та видобутку дубильних речовин із чашечок жолудя.

## Загрози
У Греції загрозами для виду є перетворенням лісу на сільськогосподарські угіддя, незаконні вирубки лісу, перезволоження та лісові пожежі. В Албанії основною загрозою є розвиток туризму в прибережних районах. Спад від перетворення середовища існування також зафіксовано в Італії. У Лівані загрози включають перевипас, вирубки та спалахи шкідників. Чисельність населення Quercus ithabureinsis зменшилася в Ізраїлі та Палестині.